# 54-й Вирджинский пехотный полк
54-й вирджинский добровольческий пехотный полк (54th Virginia Volunteer Infantry Regiment) был пехотным полком, набранным в штате Виргиния для службы в армии Конфедерации во время Гражданской войны в США. Он сражался в составе Теннессийской армии, участвовал в сражении при Чикамоге и в битве за Атланту.
54-й вирджинский был сформирован в октябре 1861 года и 10 октября принял на службу штата Вирджиния. Роты полка были набраны в округах Кэрролл, Флойд, Монтгомери и Пуласки.
Первым командиром полка стал полковник Роберт Крэйг Тригг, который впоследствии возглавил всю бригаду и командовал ею при Чикамоге.
Первоначально полк насчитывал 815 человек. 13 мая 1862 года полк был реорганизован и принял в армию Конфедерации. Он сражался в составе Теннессийской армии в бригадах Тригга, Рейнольдса и Палмера.